# زندگی (فیلم ۲۰۰۷)
«زندگی» (انگلیسی: Life (2007 film)) یک فیلم است که در سال ۲۰۰۷ منتشر شد.